# Xesús Taboada Chivite
Xesús Taboada Chivite, también Jesús Taboada, (Verín, 22 de septiembre de 1907 - Verín, 27 de noviembre de 1976) fue un  arqueólogo, historiador, etnógrafo y enseñante español.

## Trayectoria
Taboada Chivite fue a la escuela en Verín y Orense, antes de trasladarse a Madrid con su madre, que era viuda. Allí estudió en el Instituto Cardenal Cisneros y más tarde en la Escuela Oficial de Telegrafía y la Escuela Superior de Comercio de Madrid.
Volvió a Galicia en 1930 para trabajar en el Centro de Telégrafos de Orense. Allí entró en contacto con algunos intelectuales de la Grupo Nós: Vicente Risco, Otero Pedrayo y Florentino López Cuevillas.
Tras la Guerra Civil, trabajó de docente en su ciudad natal, Verín, donde además destacó especialmente en sus investigaciones en los campos de la historia, la etnografía y la arqueología de Galicia. En 1941 ocupó la jefatura de la oficina de Telégrafos de Verín, al fallecer su hermano mayor Ramón Taboada Chivite, que desde 1922 había estado al frente de aquella. En 1952 se licenció en Geografía e Historia en la Universidad de Santiago de Compostela.
Taboada fue miembro de numerosas academias y asociaciones, entre las que destacan la Real Academia Gallega, de la que fue miembro desde el 20 de noviembre de 1965. Fue correspondiente de la Real Academia de la Historia, además miembro de la Asociación Española de Etnología y Folklore, la Sociedad Española de Antropología, Prehistoria y Etnografía, la Associaçao dos Arqueólogos Portugueses, la Real Academia Portuguesa de la Historia y la Societé Internacionale D'Ethnologie et de Folklore. También fue vicepresidente del consejo del Museo del Pueblo Gallego.
En su pueblo natal, en Verín, fue Cronista Oficial (nombrado en 1952), Delegado de Arte e hijo predilecto.

## Honores y recuerdos
En 2008 el concejo de Verín organizó una semana cultural dedicada a Xesús Taboada Chivite, que cerraba los actos conmemorativos del centenario del nacimiento del historiador y antropólogo. La semana se cerraba con la entrega del «premio Xesús Taboada Chivite» creado por la mancomunidad de municipios de la Comarca de Verín, que tiene como objetivo promover los trabajos de investigación científica en los ámbitos de la arqueología, la antropología y la historia. El premio fue entregado a la antropóloga portuguesa Paula Godinho, profesora del Departamento de Antropología de la Facultad de Ciencias Sociales y Humanas de la Universidad Nueva de Lisboa, por un trabajo sobre la frontera Luso-española.
Uno de los Institutos de Educación Secundaria de Verín lleva el nombre «Xesús Taboada Chivite».

## Obra

### Ensayo
- Taboada Chivite, Xesús (1963). Los Castillos. Cuadernos de Arte Gallego (24). Vigo: Castrelos.
- Taboada Chivite, Xesús (1965). Escultura celto-romana. Cuadernos de Arte Gallego (3). Vigo: Castrelos.
- Taboada Chivite, Xesús (1968). Guía de Monterrey. Vigo: Castrelos.
- Taboada, Jesús (1972). Etnografía galega. Cultura espritual (en gallego). Vigo: Galaxia.
- Taboada, Jesús (1980). Ritos y creencias gallegas. La Coruña: Sálvora. ISBN 9788485779000.
- Taboada Chivite, Xesús.  Valiño Ferrín, Isabel; Veiga Díaz, Maite, eds. Refraneiro Galego (en gallego). Alicante: Biblioteca Virtual Miguel de Cervantes. Consultado el 23 de enero de 2016.

### Obras colectivas
- Taboada Chivite, Xesús (1976). «Cultura Material y Espiritual».  En Gustavo Fabra Barreiro, ed. Los gallegos. AKAL. ISBN 9788470900068.